# N348 (België)
De N348 is een gewestweg in de Belgische provincie West-Vlaanderen. De weg ligt volledig op het grondgebied van de stad Brugge. De weg heeft een totale lengte van ongeveer 6 kilometer. De N348 was voor de aanleg van de autosnelweg A11 een belangrijke toegangsweg naar de haven van Brugge-Zeebrugge. Vandaag vormt ze nog steeds een belangrijke verbindingsweg binnen de achterhaven.

## Traject
De N348 loopt vanaf de N31 naar het noordoosten. Na het kruisen van de spoorlijnen 51A en 51B en het Boudewijnkanaal gaat de N348 rond het dorpscentrum van Dudzele, een deelgemeente van Brugge. Ongeveer 400 m voor de Dudzelebrug over het Leopoldkanaal en het Schipdonkkanaal komt de N348 samen met de N376.
Door de aanleg van de A11 richting Brugge werd de N348 een stuk aangepast. Waar de weg ten zuiden naast de spoorlijn 51B lag, ligt de weg nu ten noorden van de spoorlijn.